# Dzmitry Baha
Dzmitry Anatolyevich Baha (em bielorrusso: Дзмітры Анатольевіч Бага; Minsk, 4 de janeiro de 1990) é um futebolista bielorrusso que atua como meia. Atualmente, está no Atromitos.

## Carreira
Integra o elenco do BATE Borisov desde 2008 e nas categorias juvenis da Seleção Bielorrussa de Futebol. Marcou o primeiro gol de sua seleção na Olimpíada de Londres 2012.
Nos tempos de URSS, seu nome era russificado para Dmitriy Anatolyevich Baga (Дмитрий Анатольевич Бага).